# Yakgwa
Yakgwa (âm Hán Việt: dược quả) là một món ăn truyền thống Triều Tiên. Ban đầu nó được xem như một món tráng miệng và gần đây như bánh kẹo một vì nó có vị ngọt và bánh quy hình dạng hoa. Yakgwa được làm chủ yếu từ mật ong, dầu mè, và bột mì.